# إنريكي دي لا ماتا ماتا
إنريكي دي لا ماتا ماتا هو محامي وسياسي إسباني، ولد في 20 سبتمبر 1933 في طرويل في إسبانيا، وتوفي في 6 سبتمبر 1987 في روما في إيطاليا.

## مناصب
- انتخب عضو المحاكم الفرانكوية  [لغات أخرى]‏ خلال فترته النيابية ‏ (11 نوفمبر 1971 – 30 يونيو 1977).
- انتخب عضو المحاكم الفرانكوية  [لغات أخرى]‏ خلال فترته النيابية ‏ (6 نوفمبر 1967 – 12 نوفمبر 1971).
- في الانتخابات العمومية الإسبانية 1979 [الإنجليزية]‏، انتخب عضو مجلس النواب الإسباني  [لغات أخرى]‏ عن دائرة Teruel (Congress of Deputies constituency) [الإنجليزية]‏ خلال فترته النيابية  [لغات أخرى]‏ (13 مارس 1979 – 31 أغسطس 1982).
- انتخب .